# Roger Michell
Roger Michell   (Pretòria, 5 de juny de 1956 - Hertfordshire, 22 de setembre de 2021) va ser un director de teatre, televisió i cinema britànic. Va ser conegut per dirigir pel·lícules com Notting Hill i Venus, així com la pel·lícula de televisió de 1995 Persuasió.

## Biografia
Michell va néixer el 5 de juny de 1956 a Pretòria, Sud-àfrica. Michell no era sud-africà, com de vegades se suposa erròniament, sinó que simplement va néixer allà; el seu pare era un diplomàtic britànic que hi va ser destinat en aquell moment. A causa de la feina del seu pare, va passar etapes importants de la seva infància a Beirut, Damasc i Praga; va viure a Praga durant la invasió del 1968. Es va formar al Clifton College de Bristol, on va començar a dirigir i escriure obres breus, abans de llegir anglès al Queens 'College de Cambridge, on va dirigir i actuar en desenes d’obres teatrals, guanyant ambdós el premi RSC Buzz Goodbody al millor. Director estudiantil a la NSDF i un primer premi Fringe al Edinburgh Fringe Festival per la seva obra Private Dick. Es va graduar el 1977.

### Carrera
Després d’abandonar Cambridge, Michell es va traslladar a Brighton on va dirigir Peter Gill ’s Small Change i altres obres del Brighton Actors Workshop. El 1978, sota l'esquema RTDS, es va convertir en ajudant de direcció al Royal Court Theatre, on va ajudar, entre d'altres, a John Osborne, Max Stafford-Clark i Samuel Beckett, i va dirigir diverses obres al Theater Upstairs. Entre els contemporanis de The Court hi havia Antonia Bird, Simon Curtis, Hanif Kureishi i, com a director d’escena, Danny Boyle.
El 1979 va abandonar el Royal Court Theatre i va començar a escriure i dirigir com a independent, el resultat més reeixit del qual va ser Private Dick, una comèdia sobre Raymond Chandler co-escrita amb Richard Maher, que va obrir en el Lyric Hammersmith a grans comentaris i després es va traslladar al West End amb Robert Powell i Philip Marlowe.
El 1985, Michell es va unir a la Royal Shakespeare Company on, com a Director Resident durant sis anys, va dirigir obres de Shakespeare, Havel, Nelson, Bond, Farquhar, Darke, i d'altres, incloent Richard Nelson's Some Americans Abroad, que es va traslladar a Broadway el 1990. El 1989, Michell va ser nomenat membre superior de Judith E Wilson en el Trinity College, Cambridge.
Michell es va graduar del Curs de Directors de la BBC, un curs de tres mesos especialment dissenyat per a ajudar els directors de teatre a entendre la càmera. Posteriorment, la seva primera peça de televisió va ser el thriller de tres parts de Leigh Jackson Downtown Lagos, produït per Michael Wear, que al seu torn va portar a la guardonada adaptació de la novel·la autobiogràfica d'Hanif Kureishi El Buda dels Suburbis, protagonitzada per Naveen Andrews, que va escriure amb el novel·lista. Va seguir amb la pel·lícula de la BBC Jane Austen Persuasion el 1995, àmpliament considerada com una de les millors adaptacions d'Austen, i guanyador del BAFTA 1995 per al millor drama. Michell llavors va dirigir La meva nit amb Reg (1997), de l'obra guanyadora que havia dirigida a la Royal Court i durant un any en el West End. Després va venir Titanic Town (1998), una història a Irlanda del Nord en els anys 70 protagonitzada per Julie Walters i Ciaran Hinds, i guanyador de premis en Emden i Locarno.
Al llarg dels anys 90, Michell va dirigir una sèrie de produccions en el Royal National Theatre, incloent The Coup da Mustapha Matura, Pinter's Homecoming, Under Milk Wood de Dylan Thomas, Honor de Joanna Murray Smith, Landscape With Weapone de Penhall, Waste de Granville Barker. Michell va ser posteriorment buscat per Richard Curtis per a dirigir el seu guió Notting Hill, que es va convertir en un èxit guardonat i el major èxit de British Box Office de tots els temps. Després va dirigir l'èxit del British Box Office de 2002 amb Changing Lanes protagonitzada per Ben Affleck i Samuel L. Jackson.
A la dècada següent, Michell va triar per raons personals treballar només al Regne Unit, i el 2003 va dirigir The Mother, la seva segona col·laboració amb Hanif Kureishi, protagonitzada per Anne Reid i Daniel Craig. Craig també va protagonitzar la pel·lícula posterior de Michell, Enduring Love (2004), una adaptació de la novel·la de Ian McEwan, abans de dirigir a Peter O'Toole en la Venus de 2006, novament escrita per Kureishi. La seva associació es va convertir en una de diverses relacions importants amb escriptors en teatre i cinema, incloent a Nick Darke, Joe Penhall, Joanna Murray Smith i Nina Raine.
Michell estava en negociacions per a treballar amb Craig una vegada més el 2006 en el que es va convertir en la pel·lícula de James Bond Quantum of Solace, però després de mesos de reunions de guions infructuosos, i malgrat les bones relacions amb els productors, va deixar-ho córrer. Michell més tard va explicar que va arribar al "punt d'inflexió" amb els productors Barbara Broccoli i Michael G Wilson, que estaven "desesperats" per llançar la següent pel·lícula 007 el 2007, malgrat la falta d'un guió. Els productors finalment van retardar la pel·lícula un any i finalment van seguir endavant amb Marc Forster al capdavant.
Va continuar treballant en teatre, al teatre Hampstead amb Farewell to the Theatre de Richard Nelson; en el Royal Court en l'aniversari de Joe Penhall, que també va filmar amb Stephen Mangan, i les tribus de Nina Raine; i a l'Old Vic, Penhall's Mood Music, protagonitzada per Ben Chaplin. La seva següent pel·lícula va ser Morning Glory de 2010, una comèdia protagonitzada per Rachel McAdams i Harrison Ford situada en el món de les notícies del matí, i produïda per J. J. Abrams.
Michell després va dirigir Bill Murray interpretant Franklin Delano Roosevelt a Hyde Park on Hudson per la qual cosa va ser nominat als Globus d'Or. Després va ser el guanyador de diversos premis Week-End, una altra col·laboració amb Hanif Kureishi, protagonitzada per Jim Broadbent i Lindsay Duncan, ambientat i filmat a París. Després de treballar amb Ellie Goulding en la mini sit-com How Long Will I Love You?, Michell va dirigir el drama de TV de dues parts The Lost Honour of Christopher Jefferies, escrit per Peter Morgan, i contant la història de la vida real d'un mestre jubilat acusat d'assassinat. Jefferies no sols era innocent, sinó un dels mestres de Michell a l'escola. La pel·lícula va guanyar un segon BAFTA, així com RTS i altres premis.
A continuació, va arribar la seva pròpia adaptació de la novel·la My Cousin Rachel de Daphne du Maurier, protagonitzada per Sam Claflin i Rachel Weisz; l'aclamat documental Nothing Like a Dame per a la BBC, amb Joan Plowright, Maggie Smith, Eileen Atkins i Judi Dench; el drama familiar Blackbird, centrat en l'eutanàsia, amb Kate Winslet, Sam Neill, Susan Sarandon, Rainn Wilson, Mia Wasikowska i Lindsay Duncan; i The Duke, amb Helen Mirren i Jim Broadbent, que es va estrenar amb èxit universal al Festival de Cinema de Venècia 2020.

### Vida personal
Michell es va casar amb l'actriu Kate Buffery amb qui va tenir dos fills; l'agent Rosanna Michell i l'escriptor, director i actor Harry Michell.
Després de divorciar-se de Buffery, es va casar amb Anna Maxwell Martin, amb qui va tenir dues filles, Maggie i Nancy. Martin va confirmar la seva separació el 2020.
Va morir el 22 de setembre de 2021, a l'edat de 65 anys.

## Filmografia
- The Buddha of Suburbia (1993) (TV)[1]
- Persuasió (1995) (TV)[1]
- My Night with Reg (1996)
- Titanic Town (1998)
- Notting Hill (1999)[1]
- Changing Lanes (2002)
- The Mother (2003)[1]
- Enduring Love (2004)
- Venus (2006)[1]
- Morning Glory (2010)
- Hyde Park on Hudson (2012)
- The Week-End (2013)
- My Cousin Rachel (2017)
- Nothing Like a Dame (2018)
- Blackbird (2019)
- The Duke (2020)[1]